# 27e cérémonie des Golden Globes
La 27e cérémonie des Golden Globes a eu lieu le 2 février 1970, récompensant les films et séries diffusés en 1969 et les professionnels s'étant distingués cette année-là.

## Palmarès
Les lauréats sont indiqués ci-dessous en premier de chaque catégorie et en caractères gras.

### Cinéma

#### Meilleur film dramatique
- Anne des mille jours (Anne Of the Thousand Days)
  - Butch Cassidy et le Kid (Butch Cassidy and the Sundance Kid)
  - Macadam Cowboy (Midnight Cowboy)
  - Les Belles Années de miss Brodie (The Prime of Miss Jean Brodie)
  - On achève bien les chevaux (They Shoot Horses, Don't They?)

#### Meilleur film musical ou comédie
- Le Secret de Santa Vittoria (The Secret of Santa Vittoria)
  - Fleur de cactus (Cactus Flower)
  - Goodbye Columbus
  - Hello, Dolly!
  - La Kermesse de l'Ouest (Paint Your Wagon)

#### Meilleur réalisateur
- Charles Jarrott – Anne des mille jours (Anne Of the Thousand Days)
  - Gene Kelly – Hello, Dolly!
  - John Schlesinger – Macadam Cowboy (Midnight Cowboy)
  - Stanley Kramer – Le Secret de Santa Vittoria (The Secret of Santa Vittoria)
  - Sydney Pollack – On achève bien les chevaux (They Shoot Horses, Don't They?)

#### Meilleur acteur dans un film dramatique
- John Wayne pour le rôle de Rooster Cogburn dans Cent dollars pour un shérif (True Grit)
  - Richard Burton pour le rôle de Henri VIII dans Anne des mille jours (Anne Of the Thousand Days)
  - Dustin Hoffman pour le rôle de Rico "Ratso" Rizzo dans Macadam Cowboy (Midnight Cowboy)
  - Jon Voight pour le rôle de Joe Buck dans Macadam Cowboy (Midnight Cowboy)
  - Alan Arkin pour le rôle d'Abraham Rodriguez dans Popi

#### Meilleure actrice dans un film dramatique
- Geneviève Bujold pour le rôle d'Anne Boleyn dans Anne des mille jours (Anne Of the Thousand Days)
  - Jane Fonda pour le rôle de Gloria dans On achève bien les chevaux (They Shoot Horses, Don't They?)
  - Liza Minnelli pour le rôle de Pookie Adams dans Pookie (The Sterile Cuckoo)
  - Jean Simmons pour le rôle de Mary Wilson dans The Happy Ending
  - Maggie Smith pour le rôle de Jean Brodie dans Les Belles Années de miss Brodie (The Prime of Miss Jean Brodie)

#### Meilleur acteur dans un film musical ou une comédie
- Peter O'Toole pour le rôle d'Arthur Chipping dans Goodbye, Mr. Chips
  - Dustin Hoffman pour le rôle de John dans John et Mary (John and Mary)
  - Lee Marvin pour le rôle de Ben Rumson dans La Kermesse de l'Ouest (Paint Your Wagon)
  - Steve McQueen pour le rôle de Boon Hogganbeck dans Reivers (The Reivers)
  - Anthony Quinn pour le rôle d'Italo Bombolini dans Le Secret de Santa Vittoria (The Secret of Santa Vittoria)

#### Meilleure actrice dans un film musical ou une comédie
La récompense avait déjà été décernée.
- Patty Duke pour le rôle de Natalie Miller dans Me, Natalie
  - Dyan Cannon pour le rôle d'Alice Henderson dans Bob et Carole et Ted et Alice (Bob & Carol & Ted & Alice)
  - Ingrid Bergman pour le rôle de Stephanie Dickinson dans Fleur de cactus (Cactus Flower)
  - Kim Darby pour le rôle de Doris Bolton Owen dans Generation (en)
  - Barbra Streisand pour le rôle de Dolly Levi dans Hello, Dolly!
  - Mia Farrow pour le rôle de Mary dans John et Mary (John and Mary)
  - Anna Magnani pour le rôle de Rosa Bombolini dans Le Secret de Santa Vittoria (The Secret of Santa Vittoria)
  - Shirley MacLaine pour le rôle de Charity Hope Valentine dans Sweet Charity

#### Meilleur acteur dans un second rôle
- Gig Young pour le rôle de Rocky dans On achève bien les chevaux (They Shoot Horses, Don't They?)
  - Anthony Quayle pour le rôle du cardinal Thomas Wolsey dans Anne des mille jours (Anne Of the Thousand Days)
  - Jack Nicholson pour le rôle de George Hanson dans Easy Rider
  - Mitch Vogel pour le rôle de Lucius McCaslin dans Reivers (The Reivers)
  - Red Buttons pour le rôle de Marin dans On achève bien les chevaux (They Shoot Horses, Don't They?)

#### Meilleure actrice dans un second rôle
- Goldie Hawn pour le rôle de Toni Simmons dans Fleur de cactus (Cactus Flower)
  - Siân Phillips pour le rôle d'Ursula Mossbank dans Goodbye, Mr. Chips
  - Marianne McAndrew pour le rôle d'Irene Molloy dans Hello, Dolly!
  - Brenda Vaccaro pour le rôle de Shirley Gardner dans Macadam Cowboy (Midnight Cowboy)
  - Susannah York pour le rôle d'Alice dans On achève bien les chevaux (They Shoot Horses, Don't They?)

#### Meilleur scénario
- Anne des mille jours (Anne Of the Thousand Days) – John Hale, Bridget Boland, Richard Sokolove
  - Butch Cassidy et le Kid (Butch Cassidy and the Sundance Kid) – William Goldman
  - Mardi, c’est donc la Belgique (If It’s Tuesday, This Must Be Belgium) – David Shaw
  - John et Mary (John and Mary) – John Mortimer
  - Macadam Cowboy (Midnight Cowboy) – Waldo Salt

#### Meilleure chanson originale
- "Jean" interprétée par Rod McKuen – Les Belles Années de miss Brodie (The Prime of Miss Jean Brodie)
  - "Raindrops Keep Fallin' on My Head" interprétée par B. J. Thomas – Butch Cassidy et le Kid (Butch Cassidy and the Sundance Kid)
  - "The Time for Love Is Any Time" interprétée par Sarah Vaughan – Fleur de cactus (Cactus Flower)
  - "Goodbye, Columbus" interprétée par Jerry Yester – Goodbye Columbus
  - "What Are You Doing the Rest of Your Life" interprétée par Michael Dees – The Happy Ending
  - "Stay" interprétée par Sergio Franchi – Le Secret de Santa Vittoria (The Secret of Santa Vittoria)
  - "True Grit" interprétée par Glen Campbell – Cent dollars pour un shérif (True Grit)

#### Meilleure musique de film
- Butch Cassidy et le Kid (Butch Cassidy and the Sundance Kid) – Burt Bacharach
  - Anne des mille jours (Anne Of the Thousand Days) – Georges Delerue
  - Goodbye, Mr. Chips – Leslie Bricusse
  - The Happy Ending – Michel Legrand
  - Le Secret de Santa Vittoria (The Secret of Santa Vittoria) – Ernest Gold

#### Meilleur film étranger en langue anglaise
La récompense avait déjà été décernée.
- Ah Dieu ! que la guerre est jolie (Oh! What a Lovely War) •  Royaume-Uni
  - Assassinats en tous genres (The Assassination Bureau) •  Royaume-Uni
  - If.... •  Royaume-Uni
  - L'or se barre (The Italian Job) •  Royaume-Uni
  - Mayerling •  France /  Royaume-Uni

#### Meilleur film étranger
La récompense avait déjà été décernée.
- Z •  France /  Algérie
  - Ådalen '31 •  Suède
  - Koritsia ston ilio •  Grèce
  - Satyricon •  France /  Italie
  - Te'alat Blaumilch •  Israël /  États-Unis /  Allemagne de l'Ouest

#### Golden Globe de la révélation masculine de l'année
La récompense avait déjà été décernée.
- Jon Voight pour le rôle de Joe Buck dans Macadam Cowboy (Midnight Cowboy)
  - Helmut Berger pour le rôle d'Aschenbach dans Les Damnés (La caduta degli dei)
  - Michael Douglas pour le rôle de Carl Dixon dans Hail, Hero!
  - George Lazenby pour le rôle de James Bond dans Au service secret de Sa Majesté (On Her Majesty's Secret Service)
  - Glen Campbell pour le rôle de Mr Laboeuf, Texas Ranger dans Cent dollars pour un shérif (True Grit)

#### Golden Globe de la révélation féminine de l'année
La récompense avait déjà été décernée.
- Ali MacGraw pour le rôle de Brenda Patimkin dans Goodbye Columbus
  - Dyan Cannon pour le rôle d'Alice Henderson dans Bob et Carole et Ted et Alice
  - Goldie Hawn pour le rôle de Toni Simmons dans Fleur de cactus (Cactus Flower)
  - Marianne McAndrew pour le rôle d'Irene Molloy dans Hello, Dolly!
  - Brenda Vaccaro pour le rôle de Molly Hirsch dans Where It's at

### Télévision
Note : le symbole « ♕ » rappelle le gagnant de l'année précédente (si nomination).

#### Meilleure série dramatique
- Docteur Marcus Welby (Marcus Welby, M.D.)
  - Bracken's World
  - Room 222
  - La Nouvelle Équipe (The Mod Squad)
  - Mannix

#### Meilleure série musicale ou comique
- The Governor and J.J.
  - The Carol Burnett Show
  - Love, American Style
  - The Glen Campbell Goodtime Hour
  - Rowan & Martin's Laugh-In

#### Meilleur acteur dans une série dramatique
La récompense avait déjà été décernée.
- Mike Connors pour le rôle de Joe Mannix dans Mannix
  - Lloyd Haynes pour le rôle de Mr Pete Dixon dans Room 222
  - Robert Young pour le rôle de Marcus Welby dans Docteur Marcus Welby (Marcus Welby, M.D.)
  - Peter Graves pour le rôle de James «Jim» Phelps dans Mission impossible (Mission: impossible)
  - Robert Wagner pour le rôle d'Alexander Mundy dans Opération vol (It Takes a Thief)

#### Meilleure actrice dans une série dramatique
La récompense avait déjà été décernée.
- Linda Cristal pour le rôle de Victoria Cannon dans Le Grand Chaparral (The High Chaparral)
  - Denise Nicholas pour le rôle de Miss Liz McIntyre dans Room 222
  - Eleanor Parker pour le rôle de Sylvia Caldwell dans Bracken's World
  - Peggy Lipton pour le rôle de Julie Barnes dans La Nouvelle Équipe (The Mod Squad)
  - Amanda Blake pour le rôle de Kitty Russell dans Gunsmoke

#### Meilleur acteur dans une série musicale ou comique
La récompense avait déjà été décernée.
- Dan Dailey pour le rôle de William Drinkwater dans The Governor and J.J.
  - Tom Jones pour son propre rôle dans This Is Tom Jones
  - Jim Nabors pour son propre rôle dans The Jim Nabors Hour
  - Dean Martin pour son propre rôle dans The Dean Martin Show (en)
  - Glen Campbell pour son propre rôle dans The Glen Campbell Goodtime Hour

#### Meilleure actrice dans une série musicale ou comique
La récompense avait déjà été décernée.
(ex æquo)
- Carol Burnett pour plusieurs personnages dans The Carol Burnett Show
- Julie Sommars pour le rôle de J.J. dans The Governor and J.J.
  - Debbie Reynolds pour le rôle de Debbie Thompson dans The Debbie Reynolds Show
  - Lucille Ball pour le rôle de Lucy Carter dans Here's Lucy
  - Barbara Eden pour le rôle de Jinny dans Jinny de mes rêves (I Dream of Jeannie)
  - Diahann Carroll pour le rôle de Julia Baker dans Julia

### Spéciales

#### Cecil B. DeMille Award
- Joan Crawford

#### Miss Golden Globe
- Ann Archer

#### Henrietta Award
Récompensant un acteur et une actrice.
La récompense avait déjà été décernée.
- Julie Andrews
- Mia Farrow
- Steve McQueen
- Sidney Poitier
- Barbra Streisand